# Rižanska skupština
Rižanska skupština (Rižanski placit), sabor koji je 804. godine sazvao franački car Karlo Veliki i njegov sin Pipin kako bi se riješili sporovi među stanovništvom u Istri izazvani nezadovoljstvom Istrana novom vlašću u razdoblju kada Istra prelazi iz bizantske pod franačku vlast. Dok povod možemo pronaći u povratku bizantske flote u Jadran, što je franačku vlast nagnalo na rješavanje problema kako bi se spriječilo gubitak tih novoosvojenih prostora. Skupština (sabor) sazvana je "na mjestu koje se zove Rižana" (in loco qui dicitur Riziano), na koparskom području.
O sastavu i protagonistima placita saznajemo iz dokumenta koji je ostao nakon njega, Rižanskoj listini. Listina predstavlja jedan od pravnih dokumenata izuzetne važnosti za istarsku, pa i europsku povijest jer pokazuje organizaciju Istre toga vremena.  Zanimljivo je napomenuti kako se pojam placit danas interpretira na više načina, pa tako može označavati skupštinu, sud, sabor te dokument koji donosi zaključke skupštine, suda ili sabora. Skupština (sabor) sazvana je "na mjestu koje se zove Rižana" (in loco qui dicitur Riziano), na koparskom području.
Glavnu ulogu na placitu imali su vojvoda Ivan i patrijarh Fortunat, a spominju se još neki pripadnici klera i druge osobe. Zahvaljujući Rižanskoj listini može se saznati o političkoj, ekonomskoj i socijalnoj strukturi unutar povijesnog okvira, važnoj za nastanak listine.
Smatra se kako je originalni dokument nastao na ili neposredno nakon placita oko 804. godine, te do nas danas nije uspio doći u originalu, no postoji nekoliko sačuvanih prijepisa koji se danas čuvaju u Beču i Veneciji. Najstariji primjerak koji se do danas uspio sačuvati je Treviški kodeks/Codex Trevisaneus pohranjen u Archivio di Stato di Venezia kojeg se datira na kraj 15. ili početak 16. stoljeća. Prema mišljenju velikog broja povjesničara to je najbolji prijepis koji sadrži najmanje naknadnih ispravci. Jedan prijepis se čuva u bečkom Državnom arhivu, dok drugi u biblioteci Marciani, u Veneciji pod naslovom Il placito di Risano kao dio Codex Diplomaticus Venetus sacer ed profanus ab Anno 686 usque 1512 ex antiguo exemplari quod Bernardus Trevisanus olim possidebat. Prvi prijepis objavio je Pietro Kandler u djelu Codice diplomatico istriano uz opsežan komentar.
Prijevodi ove isprave na hrvatski jezik mogu se naći kod Luke Kirca, Nade Klaić, Luje Margetića te u knjizi Hrvatski latinisti.

## Sadržaj
Dokument možemo podijeliti na 5 dijelova. Prvi, uvodni dio sadrži invokaciju, podatke o razlozima i lokaciji sazivanja sabora te saznajemo o prisutnim crkvenim i svjetovnim velikodostojnicima. Drugi dio započinje pritužbama protiv patrijarha i istarskih biskupa. U trećem dijelu stanovništvo iznosi pritužbe protiv vojvode Ivana, dok na kraju, u posljednjem dijelu dokumenta nude se rješenja za navedene probleme uz potpise prisutnih i Petra, đakona koji je zabilježio cijeli skup.

### Prisutni
O prisutnima na saboru saznajemo u samom uvodu izvora, pa tako nakon invokacije saznajemo kako car Karlo i njegov sin, kralj Pipin iniciraju skup te šalju svoje izaslanike, svećenika Izona/Izzo te knezove (comites) Kadolaja/Cadolao i Ajona/Aio. Uz njih sudjeluje vojvoda Ivan koji je bio franački upravitelj Istre, dok od crkvenih velikodostojnika na placitu sudjeluju Gradeški patrijarh Fortunat, pulski biskup Teodor, porečki biskup Stavracij, tršćanski biskup Leon, pićanski biskup Lavrencij te novigradski biskup Stjepan. Bila su na placitu i 172 predstavnika građana, seljaka i lokalnih uglednika.

### Žalbe
Predstavnici istarskih gradova potužili su se franačkim predstavnicima na gradeškog patrijarha Fortunata, na ponašanje istarskih biskupa, a ponajviše na postupke vojvode Ivana, franačkog upravitelja Istre. Njega su optužili da je gradovima i kaštelima, s pretežno romanskim stanovništvom, ukinuo prava koja su imali u vrijeme prijašnje vlasti, te da je na njihove zemlje protupravno naselio Hrvate.
Žalbe pozvanog naroda zanimljive su baš stoga što u njima možemo prepoznati stare običaje koji su bili ustaljeni u Istri u vrijeme bivše bizantske vlasti. Tako, na primjer, kada bi patrijarh došao u neki grad, lokalni biskup bi ga smjestio do tri dana u svom dvoru, što se očito nije poštivalo za nove vlasti, zbog čega stanovnici to imaju potrebu istaknuti. Prema biskupima dolazi više žalbi od kojih se može istaknuti kršenje ugovora o emfiteuzi tj. nasljednom/vječnom pravu obrađivanja crkvenog zemljišta koje bi u Istri uslijedilo 30 godina nakon potpisivanja zakupnog ugovora. Zanimljiv je također dio o porezima, pa se tako saznaje iznos koji su gradovi „u vrijeme Grka“ slali caru, a vojvoda Ivan je prekršio tradiciju uzevši prikupljen iznos sebi.

### Završetak
Nakon što su sve žalbe iznijete vojvoda Ivan pokušava opravdati postupke kroz tumačenje kako sva zemlja pripada vladaru, čime on kao carski upravitelj ima pravo raditi što smatra najpogodnije. Spor je riješen obećanjem dotičnog vojvode da će greške biti ispravljene, a narodni običaji poštovani, na što su ga obvezali nazočni predstavnici Karla Velikog. Jedino problem naseljavanja slavenskog stanovništva nije do kraja otklonjen, već je ponuđeno kompromisno rješenje po kome će Slaveni biti istjerani samo s prostora gdje se javljaju problemi s lokalnim stanovništvom.
Na samom kraju potpisuju se carski poslanici, biskupi, patrijarh te vojvoda.

## 1200. obljetnica
Krajem 2004. godine održan je znanstveni skup povodom 1200. obljetnice Rižanske skupštine na kojem su talijanski, austrijski, slovenski i hrvatski autori objavili četrnaest referata koji su objedinili dotadašnje rasprave koje na ovaj povijesni događaj gledaju s političko-pravno-povijesne, kao i s umjetničko-povijesne strane, s obzirom na arheološke priloge.
Referati pokušavaju, proučavajući društveno-političke prilike u Istri u 9. stoljeću, razjasniti uzroke zbog kojih je Karlo Veliki odlučio urediti posjede u Istri, usporediti Rižansku listinu s onodobnim sličnim dokumentima, objasniti ulogu naručitelja izrade listine patrijarha Fortunata, ukazati na suživot među "starim" domaćim stanovnicima na jednoj strani i novim, tuđim na drugoj strani.

## Objavljeni izvor i dodatna literatura
Jelinčić, Jakov. „Listina rižanske skupštine 804. godine.“ U: Buzetski zbornik 31, ur. Božo Jakovljević, 19.-24. Pazin: Josip Turčinović, 2005.
Klaić, Nada. Izvori za hrvatsku povijest do 1526. godine. Zagreb: Školska knjiga, 1972.
Matijašić, Robert. „Buzet i 1200. obljetnica rižanske skupštine“ U: Buzetski zbornik 31, ur. Božo Jakovljević, 15.-17. Pazin: Josip Turčinović, 2005.
Mihelič, Darja. „Istrsko gospodarstvo v luči rižanskega placita.“ U: Buzetski zbornik 31, ur. Božo Jakovljević, 33.-48. Pazin: Josip Turčinović, 2005.
Žitko, Salvator. „Listina rižanskega placita – Dileme in nasprotja domačega in tujega zgodovinopisja.“ Annales, anali Koprskega primorja in bližnjih pokrajin, 1 (1991). 59.-68. str.
Žitko, Salvator. „Listina rižanskega placita – Dileme in nasprotja domačega in tujega zgodovinopisja – II. del.“ Annales, anali Koprskega primorja in bližnjih pokrajin, 2 (1992). 87.-102. str.
Žitko, Salvator. „Objave in interpretacije listine Rižanskega zbora v domačem in tujem zgodovinopisju.“ Acta Histriae, 13/1 (2005). 151.-164. str.
Žitko, Salvator. „Območje rižane v času rižanskega placita.“ U: Buzetski zbornik 31, ur. Božo Jakovljević, 25.-32. Pazin: Josip Turčinović, 2005.